# استیو ریدیک
استیو ریدیک (انگلیسی: Steve Riddick؛ زادهٔ ۱۸ سپتامبر ۱۹۵۱) دونده اهل ایالات متحده آمریکا بود.
وی در مسابقات کشوری و بین‌المللی در مجموع برندهٔ ۳ مدال طلا، ۱ مدال نقره شده‌است.